# Tibouchina lanceolata
Tibouchina lanceolata är en tvåhjärtbladig växtart som beskrevs av Célestin Alfred Cogniaux. Tibouchina lanceolata ingår i släktet Tibouchina och familjen Melastomataceae. Inga underarter finns listade i Catalogue of Life.